# Yair Lapid
Yair Lapid (în ebraică יאיר לפיד; n. 5 noiembrie 1963, Tel Aviv, Israel) este un politician, publicist, moderator de televiziune, actor de cinema, scenarist și scriitor israelian, fondatorul și liderul partidului centrist Yesh Atid (Avem un viitor) și șeful opoziției în parlamentul israelian Knesset, a fost primul-ministru al Israelului, între 1 iulie 2022 - 29 decembrie 2022. Între 13 iunie 2021 - 29 decembrie 2022 el a fost și ministrul de externe și ministrul pentru probleme strategice al Israelului.
Între anii 2021-2022 a fost primul-ministru alternativ în guvernul israelian de largă coaliție stânga-centru-dreapta, format la 13 iunie 2021. Acest guvern a devenit de la 1 iulie 2022 un guvern provizoriu până la alegerile parlamentare din 1 noiembrie 2022, care au fost câștigate de partidele de dreapta în frunte cu Binyamin Netanyahu. Lapid a fost în trecut ministrul de finanțe al Israelului în martie 2013-decembrie 2014 într-un guvern prezidat de Netanyahu. Din ianuarie 2019, împreună cu generalul în rezervă Beni Gantz, s-a aflat în fruntea listei de centru „Kahol-Lavan”, care, din opoziție, a sfidat coaliția guvernamentală de centru-dreapta condusă de partidul Likud și de premierul Netanyahu, dar în trei runde repetate de alegeri, deși a obținut un număr mare de mandate, nu a avut majoritatea necesară pentru a alcătui un guvern alternativ. În martie 2020 în urma deciziei aliaților săi, Beni Gantz și Gabi Ashkenazi, de a negocia alăturarea la un guvern de rotație și de uniune națională cu premierul Netanyahu, lista Kahol Lavan originară s-a scindat, iar Yair Lapid a rămas lider al listei Yesh Atid-Telem, (împreună cu Moshe Yaalon) și șef al opoziției în Knesset.
În alegerile din martie 2021 și-a menținut poziția de lider al opoziției, iar în mai 2021 după ce premierul Netanyahu a înapoiat mandatul președintelui Rivlin, Lapid a izbutit să formeze un guvern de largă coaliție cu trei partide de dreapta, unul de centru, două partide de stânga și partidul islamist arab Raam. Dat fiind ponderea mare a alegătorilor care au optat pentru partide de dreapta, dar și dorința a unei părți din electorat de a pune capăt administrației premierului Beniamin Netaniahu, aflat în centrul unor procese sub acuzația de corupție și suspectat de aspirații iliberale, Yair Lapid a consimțit la o rotație în funcția de prim-ministru cu liderul partidului de dreapta Yamina, Naftali Bennett, și a acceptat ca acesta să îndeplinească cel dintâi funcția de șef al guvernului, deși partidul acestuia a posedat doar șase mandate în parlament.

## Biografie

### Copilăria și tinerețea
Yair Lapid este fiul ziaristului și politicianului Yosef (Tommy) Lapid (la origine Tomislav Lampel) și al scriitoarei și dramaturgei Shulamit Lapid. Tatăl său era fiul familiei Lampel, evrei maghiarofoni, din Novi Sad, Voivodina și supraviețuitor al Holocaustului. Mama lui Yair Lapid este fiica ziaristului israelian David Ghiladi, originar din Cehu Silvaniei, Transilvania, urmaș al unei familii de rabini.
Sora sa mai mare, Michal Dorvan, a murit într-un accident rutier în anul 1984. Celalaltă soră, Meirav, este psiholoagă clinică.
Yair Lapid s-a născut în 1963 și a crescut la Tel Aviv și a petrecut câțiva ani din copilărie la Londra. A învățat la „Gimnaziul ebraic Herzliya” din Tel Aviv, fără ca să termine examenele de bacalaureat.
Din tinerețe s-a antrenat în activități sportive precum boxul și șahul.
În anii 1980 s-a căsătorit cu Tamar Friedman, cu care are un fiu. În anii 1990 s-a recăsătorit cu fotografa, și ulterior ziarista și scriitoarea Lihi născută Mann, cu care are un fiu și o fiică.

### Cariera publicistică și la televiziune
Lapid și-a început cariera de ziarist ca reporter militar al săptămânalului armatei, „Bamahanè”. A scris apoi la ziarul Maariv, între fondatorii căruia, în 1948, s-a numărat și bunicul său matern, David Ghiladí. În anul 1988 a trecut la ziarul rival Yediot Aharonot. Începând din 1991 a devenit autorul unei rubrici săptămânale în suplimentul de sfârșit de săptămână al lui Maariv,iar apoi a trecut la săptămânalul de weekend al cotidianului Yediot Aharonot.
Din anul 1994 Lapid a fost angajat la televizune,la canalul guvernamental 1. În 1999 a trecut la canalul 2, unde a condus un talk show. În 2008 a prezentat pe acelaș canal emisiunea Ulpan Shishi (Studioul de vineri), un program de informații foarte popular.
Lapid este autorul a 11 cărți,inclusiv romane polițiste, două cărți pentru copii și o carte despre viața tatălui său. De asemenea, a scris textul unor cântece de muzică ușoară, precum și scenariul unui serial de televiziune difuzat pe Canalul 2. A fost o vreme presenter în mass media pentru Banca Hapoalim.
În 2012 el a fost primit la studii de doctorat la Universitatea Bar Ilan din Ramat Gan, în ciuda faptului ca nu are diploma de bacalaureat, după ce a trecut cu succes un număr de cursuri din cadrul programului de masterat, și recunoscându-i-se performanțele literare și publicistice. Consiliul pentru învățământul superior nu a aprobat, însă, această excepție de la condițiile oficiale de primire a doctoranzilor.

### Activitatea politică

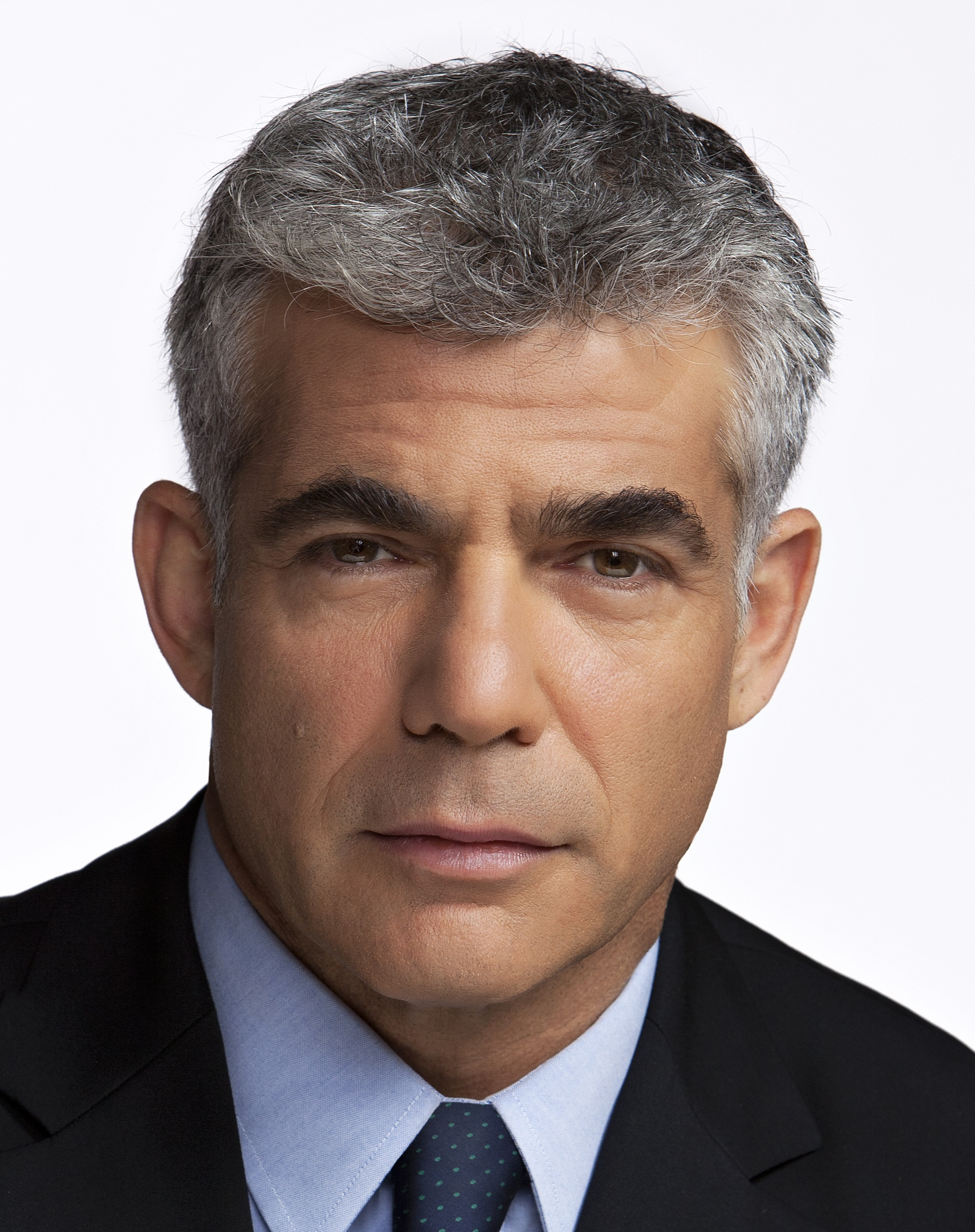
Lapid în anul 2013

În ianuarie 2012, Lapid a anunțat că părăsește jurnalistica pentru a începe o carieră politică. La 30 aprilie 2012 a anunțat crearea unui partid nou, Yesh Atid, cu orientare liberală, de centru, al cărui obiectiv declarat este reprezentarea intereselor „păturii mijlocii”, care este de fapt majoritatea populației Israelului. 
Această pătură, este, după cum subliniază Lapid, cea care muncește, este activă în apărarea țării și care plătește impozitele. Lansând sloganul „Unde sunt banii”? Lapid a susținut că guvernul precedent, condus de partidul Likud al premierului Netanyahu neglijează „pătura mijlocie” în favoarea așezărilor de pe teritoriile ocupate, a sectorului religios ultraortodox și a legăturilor cu oligarhia economică.

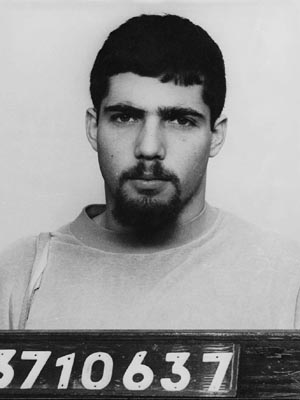
Yair Lapid in anii 1980 in timpul serviciului ca reporter al revistei militare Bamahane

Partidul lui Yair Lapid care a ales în lista sa în alegerile din februarie 2013 mai mulți candidați cu experiență în domeniile municipal, economic, social,al educației, precum și rabini moderni, femei, și imigranți evrei veniți din Etiopia, a reușit să devină al doilea partid ca importanță din Knesset, întrecând la numărul de voturi veteranul Partid al Muncii.

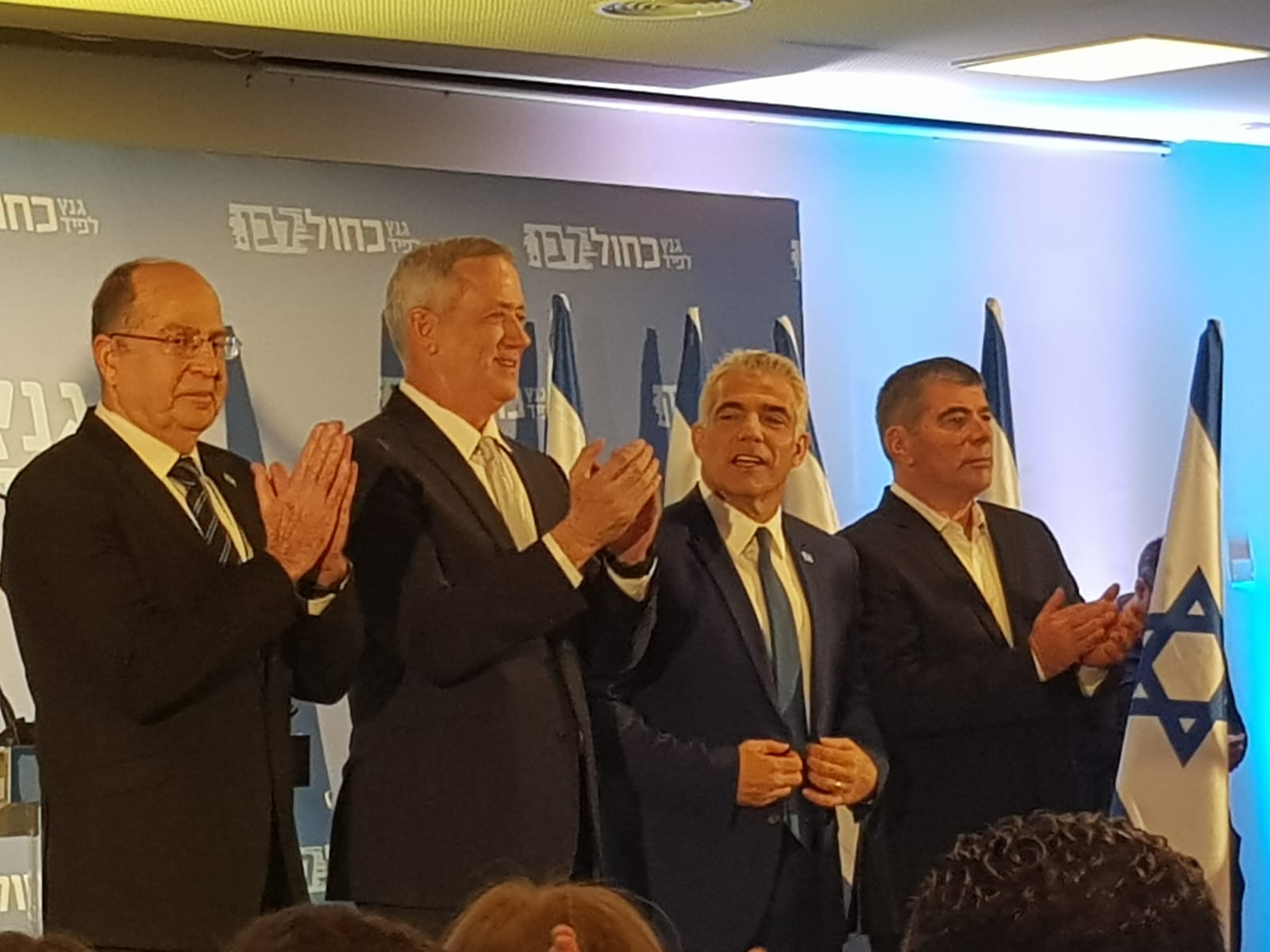
Conducătorii listei de opoziție Albastru-Alb în 2019: Moshe Yaalon, Beni Gantz, Yair Lapid și Gabi Ashkenazi

Lapid a reușit în negocierile pentru formarea noului guvern sub conducerea lui Netanyahu, să obțină postul (ingrat în acest caz, din cauza lipsei de experiență și din pricina rolului dominant păstrat de premierul Netanyahu) de ministru de finanțe, a impus micșorarea substanțială a numărului de miniștri, trimiterea în opoziție a rabinilor ultraortodocși, care deveniseră în ultimele două decenii aliații naturali ai Likudului, de asemenea a obținut o platformă de guvernare care includea reforme ale învățământului, ale recrutării în armată, încurajarea emancipării economice a evreilor ultraortodocși și arabilor, construirea de locuințe publice, restrângeri ale privilegiilor oligarhilor și ale unor mari sindicate.
În negocierile pentru formarea guvernului, Lapid a fost aliat temporar cu noul lider al fracțiunii național-religioase Bayit Yehudi („Vatra evreiască”), Naftali Bennet.
În cele din urmă s-au ivit numeroase divergențe între Lapid de o parte și tabăra conservatoare condusă de premierul Netanyahu și partidele Likud, Bayit Yehudi și Israel Beitenu. În decembrie 2014 a fost demis din guvern de către Netanyahu, împreună cu ministrul justiției și lidera partidului Hatnuá, Tzipi Livni. Partidele lor au fost astfel silite să se alăture opoziției, până la alegerile parlamentare anticipate care au avut loc în martie 2015. După alegeri, Netanyahu a format o nouă coaliție de centru-dreapta, cu participarea partidelor clericale. Lapid a fost nevoit să rămână în opoziție.
În ianuarie 2019 Lapid, împreună cu generalul în rezervă Beni Gantz, liderul formației politice „Hossen Israel” (Reziliență pentru Israel) și cu generalul in rezervă Moshe Yaalon, liderul formației politice „Telem ”(Brazda), amândouă recent înființate, a creat coaliția de opoziție centru Kahol-Lavan (Albastru-Alb).
În urma alegerilor din martie 2020, la 17 mai 2020, după intrarea în funcție a celui de-al 35 guvern israelian Netanyahu-Gantz, Lapid a devenit liderul opoziției parlamentare. A fost membru al Comisiei de externe și apărare a Knessetului și al Subcomisiei pentru serviciile de informații și securitate.
Ca urmare a alegerilor repetate din martie 2021, în condițiile în care Netanyahu nu a izbutit să formeze un nou guvern, Lapid și-a prezentat candidatura la funcția de prim ministru,și la 2 iunie 2021 a anunțat pe președintele Rivlin că a putut să alcătuiască o coaliție guvernamentală. Această coaliție, fără precedent în istoria Israelului,a reunit, în ciuda divergențelor adânci de opinii, partidele de centru Yesh Atid (condus de Lapid) și Kahol Lavan (al lui Beni Gantz), cu partidele de dreapta și centru-dreapta Yamina (condus de Naftali Bennet), Tikva Hadasha (Noua speranță) (condus de Ghideon Saar) și Israel, vatra noastră- condus de Avigdor Lieberman cu formațiunile de stânga Meretz (condusă de Nitzan Horovitz) și Partidul Muncii (condus de Merav Michaeli) și Partidul islamist arab "Lista arabă unită" (RAAM) a deputatului Mansur Abbas. Aceasta a fost posibil după ce premierul în exercițiu Netanyahu a pierdut în cursul ultimilor ani, prin diverse mașinațiuni politice, încrederea multor oameni politici din propria sa tabără, care în cele din urmă l-au părăsit. Netanyahu a curtat în ultimul timp el însuși, partidul lui Abbas, în încercarea de a forma guvernul.
La 13 iunie 2021 coaliția condusă de Yair Lapid și Naftali Bennett a obținut la limită (60 deputați pentru, o abținere și 59 contra) votul de încredere al Knessetului. Bennett și Lapid urmau să ocupe, vreme de doi ani fiecare, prin rotație, funcția de prim-ministru, și respectiv, cea de prim-ministru de alternanță și ministru de externe. În urma instabilității coaliției guvernamentale evidențiate prin dezertarea și lipsa de solidaritate cu coaliția mai ales din partea a trei dintre deputații partidului lui Bennet, Yamina, și a unei deputate arabe din partidul liberal Meretz, în iunie 2022 Bennet și-a anunțat demisia din postul de prim ministru și și-a cedat locul lui Yair Lapid care i-a succedat ca prim ministru pe o perioadă de tranziție până la alegerile parlamentare care au avut loc în noiembrie 2022. Aceste alegeri au fost câștigate de tabăra rivală de dreapta. Partidul lui Lapid, Yesh Atid, a obținut 24 mandate și s-a aflat pe locul al doilea după partidul Likud al lui Binyamin Netanyahu.

## Cărți
Yair Lapid a scris douăsprezece cărți.
- 1992 - Hatzel shel Yoav (Umbra lui Yoav) - pentru copii

romanele polițiste:
- 1989 - Harosh hakaful (Capul dublu), Hahidá hashishit (A șasea enigmă) (2001), Haishá hashniyá (A doua soție) (2006), Shkiyá beMoskvá (Apus la Moscova) (2007) - romane polițiste
- 1993 - romanul Hatzagat Yahid (Monolog)
- 1998 - Albi - sippur abirim (Albi, poveste de cavaleri) pentru copii

- 2005 - Omdim batur(Așteptând la rând) --selecție din articolele sale din presă
- 2008 - Haggiborim sheli:arba hartzaot tanakhiot (Eroii mei:patru conferințe biblice)
- 2010 - Zihronot aharéy motí' - Amintiri de după moartea mea - povestea vieții lui Yossef (Tommy) Lapid
- 2011 - Shuv omdim batur - (Iar așteptând la rând) - nouă selecție de articole
- 2017 - Massa el heatid (Călătorie în viitor)

De asemenea Lapid a scris textul șlagărelor la musicalul Meleh Hayehudim (Regele evreilor) de Dvora Omer, și piesa de teatru Haghil hanahon laahava
(Vârsta potrivită pentru iubire) care a fost jucată la Teatrul Kameri din Tel Aviv in regia lui Roni Pinkovich

## Scenarii
A scris trei scenarii pentru seriale de televiziune:
- 1989 - serialul de tineret Hahofesh haakharon (Ultima vacanță)
- 1991 - comedia de situații Shevet Cohen (Tribul Cohen) - pentru canalul 1 (împreună cu tatăl său, Tommy Lapid)
- 2005 - Hadar Milhama - (Camera de luptă) serial de dramă - s-a prezentat pe canalul 2